# Витнер, Мария
Мария Витнер (венг. Wittner Mária; 9 июня 1937, Будапешт — 14 сентября 2022, Будапешт) — венгерская общественная активистка и политический деятель, активная участница антикоммунистического Венгерского восстания 1956 года. Была приговорена к смертной казни с заменой на тюремное заключение. После смены общественно-политического строя Венгрии — член партии Фидес. В 2006—2014 годах — депутат венгерского парламента.

## Трудная юность
Родилась в многодетной будапештской семье. Отец Марии Витнер неизвестен (по некоторым сведениям, он был иранец). В двухлетнем возрасте мать отдала Марию на попечение католического монастыря кармелиток. Спустя девять лет Мария вернулась домой, но мать отправила её в детский дом.
Не окончив средней школы, Витнер вынуждена была работать машинисткой и стенографисткой в Сольноке. В 1955 году вернулась в Будапешт. Родила сына, но брак не зарегистрировала из-за ссоры с женихом. Жила случайными заработками.

## Участница восстания. Смертный приговор и дальнейшая жизнь
23 октября 1956 года Мария Витнер решительно поддержала антикоммунистическое Венгерское восстание. Участвовала в атаке демонстрантов на Дом радио. На следующий день примкнула к защитникам «Пассажа Корвина». 30 октября участвовала в захвате полицейского участка. 4 ноября была ранена в бою с советскими войсками. В сражениях держалась бок о бок с подругой — Каталин Стикер (она же — Белане Хаврила).
9 ноября Мария Витнер была арестована при попытке пересечь границу. После допроса ей удалось освободиться и перебраться в Австрию. Однако через несколько недель она вернулась на родину. Работала чернорабочей.
16 июля 1957 года Мария Витнер снова была арестована и отдана под суд. Группа из девяти человек, в том числе Витнер, обвинялась в совершении убийств во время будапештских боёв. Допросы проводились в жёсткой форме, в ответ Витнер держалась весьма агрессивно. 23 июля 1958 года подсудимые были приговорены к смертной казни. 24 февраля 1959 года апелляционная инстанция заменила приговор Марии Витнер на пожизненное заключение. Пятеро других обвиняемых получили различные сроки. Три смертных приговора были приведены в исполнение — в отношении Каталин Стикер, Йожефа Коте Шёрёша и Йожефа Тота.
Мария Витнер провела в тюрьме 11 лет. Освободилась 25 марта 1970 года. Жила в Сольноке и Дунакеси, работала швеёй и уборщицей. Вышла замуж, родила второго сына, но вскоре развелась из-за алкозависимости мужа. Из-за повреждения позвоночника с 1980 года получает пенсию по инвалидности.

## В ветеранском движении. Депутат от партии Фидес
После демонтажа коммунистического режима Мария Витнер стала известным общественным и политическим деятелем.
В 1991 году была награждена Большим крестом ордена За заслуги перед Венгерской Республикой.
Участвовала в создании организаций ветеранов Венгерской революции. В 1993 году вошла в комитет, занимавшийся распределением жилья для участников восстания. При этом она регулярно вступала в конфликты в ветеранами-эмигрантами, в том числе с Гергеем Понгратцем — поскольку настаивала на приоритете тех ветеранов, которые не покидали Венгрии.
24 мая 2006 года Мария Витнер, Шандор Рац и Ласло Балаш-Пири — участники восстания и активисты Комитета исторической справедливости — публично выразили протест против приглашения президента Италии Джорджо Наполитано на торжества по случаю 50-летнего юбилея Венгерского восстания. В открытом письме они напомнили, что в 1956 году Наполитано поддерживал вторжение советских войск в Венгрию и выступал как противник восстания.
Вступила в партию Фидес, заняв позицию либерального консерватизма, противостоящего ультраконсервативным и национал-социалистическим тенденциям. На парламентских выборах 2006 и 2010 Мария Витнер избиралась депутатом Национального собрания Венгрии. Состояла в парламентских комитетах по труду и по правам человека.
Являлась материально наименее обеспеченным депутатом венгерского парламента: она не имела никаких доходов, кроме пенсии, никаких активов в собственности и никаких ценных вещей, кроме ноутбука.
Мария Витнер известна крайним антикоммунизмом и жёсткой критикой «красных капиталистов» посткоммунистической Венгрии. Особенно резко критиковала она Дьюлу Хорна — одного из лидеров Венгерской соцпартии (бывшая коммунистическая ВСРП) и премьер-министра Венгрии в 1994—1998 годах. В 2011 году Витнер назвала Хорна «палачом, которому следует поберечься» (осенью 1956 года коммунист Хорн участвовал в подавлении восстания). Со своей стороны, оппоненты-социалисты обвиняли Марию Витнер в причастности к линчеваниям во время октябрьских боёв, однако не смогли привести неопровержимых доказательств.
В 2007 году в Венгрии был снят фильм Hóhér, vigyázz! (с венг. — «Палач, берегись!») — рассказывающий о судьбе Марии Витнер, Каталин Стикер и их друзей.
Скончалась 14 сентября 2022 года на 86-м году жизни в Будапеште. Церемония прощания прошла на кладбище Дунакеси 14 октября с участием премьер-министра Виктора Орбана и президента Каталин Новак.